# Graciela Di Perna
Graciela Agustina Di Perna (Córdoba, 5 de abril de 1951) es una médica pediatra y política argentina, que se desempeñó como senadora nacional por la provincia del Chubut entre 2009 y 2015.

## Biografía
Nacida en Córdoba en 1951, se graduó en 1975 en la Facultad de Medicina de la Universidad de Buenos Aires, especializándose en pediatría. En 1993 realizó un posgrado en medicina social en la Universidad Autónoma Metropolitana Unidad Xochimilco (México).
Ejerció como médica pediatra en Chubut, siendo directora del Área Programática de Salud del gobierno provincial entre 1987 y 1989, y directora del Hospital Zonal de Trelew entre 1989 y 1991. Entre 1995 y 2000 fue jefa de agencia del Programa de Atención Médica Integral (PAMI). Militante del Partido Justicialista (PJ), fue consejera provincial entre 1991 y 1995.
En la gobernación de Mario Das Neves (su cuñado), fue secretaria de Salud de la provincia del Chubut entre 2003 y 2009.
En las elecciones legislativas de 2009 fue elegida senadora nacional, al ocupar el segundo lugar en la lista del PJ-Frente por la Integración encabezada por Marcelo Guinle y que obtuvo el 55 % de los votos. Luego de la ruptura de Das Neves con el kirchnerismo, Di Perna conformó un interbloque separado del Frente para la Victoria junto con otros cinco senadores. En 2010 se abstuvo en la votación de la Ley de matrimonio entre personas del mismo sexo.
Fue vocal en las comisiones de Asuntos Administrativos y Municipales; de Seguridad Interior; de Economía Nacional; de Trabajo y Previsión Social; de Agricultura, Ganadería y Pesca; de Salud; de Sistemas, Medios de Comunicación y Libertad de Expresión; de Población y Desarrollo Humano; de Ciencia y Tecnología; y Banca de la Mujer. También integró el Parlamento Latinoamericano.
En 2015 intentó su reelección al Senado, ocupando el segundo lugar en la lista de Chubut Somos Todos (encabezada por Alfredo Luenzo), pero quedaron en segundo lugar tras la lista del Frente para la Victoria. Desde 2016 es rectora de la Universidad del Chubut, siendo reelecta en 2019.